# Rajnath Singh

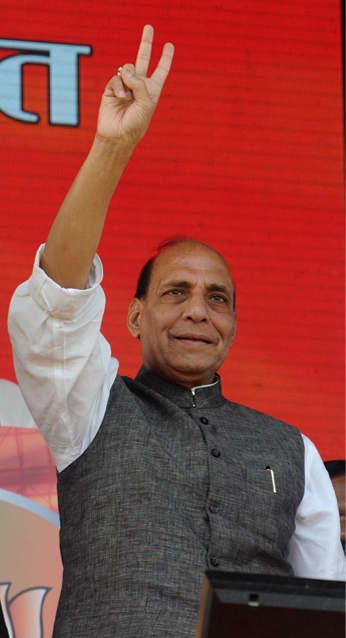
Rajnath Singh (2013)

Rajnath Singh (Hindi राजनाथ सिंह, Ausspracheⓘ, * 10. Juli 1951 in Babhora, Distrikt Chandauli, Uttar Pradesh, Indien) ist ein indischer Politiker der Bharatiya Janata Party (BJP) und Verteidigungsminister im Kabinett Modi II.

## Leben
Singh wurde als Sohn von Rambadan Singh und Gujarati Devi in eine bäuerliche Rajputen-Familie in Uttar Pradesh geboren. Er besuchte die örtlichen Schulen und studierte anschließend an der Gorakhapur University Physik. Er schloss das Studium mit dem Grad eines Masters ab und war anschließend als Dozent an der Hochschule in Mirzapur tätig. Schon seit den Jugendjahren war er als Freiwilliger in der radikal-hinduistischen Rashtriya Swayamsevak Sangh (RSS) aktiv und wurde 1972 deren lokaler Generalsekretär in Mirzapur. Im Jahr 1974 wurde er in der Bharatiya Jana Sangh, dem politischen Arm der RSS aktiv. Während des Ausnahmezustandes in Indien 1975–77 war er 18 Monate inhaftiert. 1977 wurde er als Abgeordneter der Janata Party für den Wahlkreis Mirzapur in das Parlament von Uttar Pradesh gewählt. Er schloss sich der 1981 gegründeten Bharatiya Janata Party an und wurde 1983 zu deren Generalsekretär in Uttar Pradesh gewählt. 1984 wurde er Präsident der BJP-Jugendorganisation Bharatiya Janata Yuva Morcha (BJYM) in Uttar Pradesh und 1988 auch landesweit. Bei der Wahl zum Parlament von Uttar Pradesh 1988 kandidierte er erneut im Wahlkreis Mirzapur erfolgreich und amtierte 1991 bis 1992 als Erziehungsminister von Uttar Pradesh. Eine seiner Maßnahmen als Minister war die Aufnahme von Inhalten zur altindischen Mathematik („vedische Mathematik“) in das Lehrcurriculum. 1994 wurde er in die Rajya Sabha, das indische Oberhaus gewählt. Er schied dort aus, nachdem er 1997 BJP-Parteiführer in Uttar Pradesh geworden war. Am 22. November 1999 wurde er im Koalitionskabinett von Atal Bihari Vajpayee Minister für Straßentransport in der indischen Regierung, legte das Amt aber wieder nieder, nachdem er am 28. Oktober 2000 zum Chief Minister von Uttar Pradesh gewählt worden war. Dieses Amt hatte er bis 2002 inne. Ab 2003 war er wieder Minister in der Regierung Vajpayee, zunächst für das Ressort Landwirtschaft und später für Nahrungsmittelverarbeitung.
In den Jahren 2006 bis 2009 sowie erneut 2013 bis 2014 war Singh Parteipräsident der BJP. Bei der gesamtindischen Parlamentswahl 2014 wurde er im Wahlkreis Lucknow in die Lok Sabha gewählt. Seit dem 26. Mai 2014 war Rajnath Singh Innenminister Indiens im ersten Kabinett von Narendra Modi. Im zweiten Kabinett Modi (ab dem 31. Mai 2019) erhielt er die Zuständigkeit für das Verteidigungsressort.
In der Vergangenheit hatte Singh (insbesondere in seiner zeitweiligen Rolle als BJP-Präsident) Positionen vertreten, die zum Teil als klassische Hindutva-Themen gelten.
Dazu gehören die Abschaffung von Sonderrechten für Muslime insbesondere auf dem Gebiet des Familienrechts und die Einführung eines einheitlichen Zivilrechts (uniform civil code, eine Position, die allerdings auch von den Linksparteien unterstützt wird), die Abschaffung des Artikel 370 in der indischen Verfassung, der Jammu und Kashmir einen Sonderstatus gab, ein schärferes Vorgehen gegen illegale Einwanderung aus Bangladesch und der Wiederaufbau des Ram-Janmabhumi-Tempels anstelle der zerstörten Babri-Moschee in Ayodhya.
Rajnath Singh ist mit Savitri Singh verheiratet und hat zwei Söhne und eine Tochter.